# Lilas Desquiron
Lilas Desquiron (sinh năm 1946) là một nhà văn và nhà dân tộc học người Haiti. Từ 2001 đến 2004, bà là Bộ trưởng Bộ Văn hóa và Truyền thông trong chính phủ của Jean-Bertrand Aristide.
Bà sinh ra ở Port-au-Prince; Gia đình cô đến từ Jérémie. Từ năm 1966 đến 1970, bà học ngành dân tộc học tại Brussels và Paris, chuyên về các tôn giáo của người Mỹ gốc Phi. Sau đó bà trở về Pháp.

## Công trinh
- Racines de voudou, tiểu luận (1990) [1]
- Les chemins de Loco-Miroir, tiểu thuyết (1990), được dịch sang tiếng Anh là Refl Refl of Loko Miwa (1998) [1]